# Eleven (groupe)
Pour les articles homonymes, voir Eleven (homonymie).
Eleven est un groupe américain de rock alternatif, originaire de Los Angeles, en Californie. Il est formé en 1990 par Alain Johannes (chant, guitare), sa compagne Natasha Schneider (chant, clavier), et Jack Irons (batterie). Le groupe se sépare en 2007.

## Historique

### Origines et débuts (1990–1994)
L'origine du groupe est liée à celle des Red Hot Chili Peppers. Jack Irons et Alain Johannes sont adolescents lorsqu'ils forment un premier groupe, Anthym, avec Flea et Hillel Slovak. Par la suite, ce groupe est renommé What Is This?. Les membres de What Is This? rejoignent plus tard Anthony Kiedis pour former les Red Hot Chili Peppers, à l'exception de Johannes et de Natasha Schneider qui continueront en duo sous le nom de Walk the Moon.
Eleven est formé en 1990 et comprend donc à ses débuts Alain Johannes (guitare, chant), Natasha Shneider (orgue, basse, chant), et Jack Irons (batterie). Leur titre Break the Spell, extrait de leur premier album Awake in a Dream (1991), apparait dans la bande originale du film Freejack (1992). Lorsque Jack Irons quitte les Red Hot Chili Peppers, il retrouve son ancien compère Alain Johannes pour former le groupe Eleven. Awake in a Dream comprend des singles tels que Before Your Eyes, All Together, et Rainbow's End. Le groupe attire l'intérêt de Hollywood Records qui les signe. En 1993, le groupe y publie son deuxième album studio, l'éponyme Eleven.

### DeThunkàHowling Book(1995–2006)
Au milieu de l'enregistrement du troisième album d'Eleven, Thunk, Irons quitte le groupe et part en tournée avec Pearl Jam en 1995. Matt Cameron (batteur de Soundgarden) le remplace et reprend la batterie sur les quatre pistes restantes de l'album. Fatigué par l'intensité de la tournée, Irons quitte également Pearl Jam en 1998 et, une fois encore, c'est Matt Cameron qui le remplace au sein de la bande d'Eddie Vedder. Thunk est donc publié en 1995, et devient le premier album du groupe sans Irons.
Greg Upchurch assure la batterie pour le quatrième album d'Eleven, Avantgardedog. Cet album est publié en 2000, conjointement avec les labels A&M/Interscope Records. Il comprend des chansons notables telles que Cool Cruel Baby, Verb, et It's Okay.
Jack Irons réintègre Eleven pour leur cinquième album, Howling Book, publié en 2003 chez A&M et Pollen Records. Ils collaborent sur la bande originale du film Catwoman (2004). Un titre est composé par Johannes et Shneider, et le nom de Shneider est crédité comme l'interprète plutôt que le nom du groupe.

### Décès de Schneider et inactivité (depuis 2007)
Le 11 juillet 2007, la page MySpace d'Eleven annonce que le groupe travaille sur un sixième album. Aucune date de sortie n'a cependant été annoncée depuis.
Le 2 juillet 2008, Natasha Shneider décède à la suite d'un cancer. Plusieurs artistes lui rendent hommages sur internet, notamment sur MySpace, et sur le site des Queens of the Stone Age. Johannes et Irons font maintenant partie du groupe Spinnerette, en compagnie de deux membres de The Distillers : Brody Dalle et Tony Bevilacqua. Shneider est créditée sur les albums en tant que « direction spirituelle ». Le premier album solo de Johannes, Spark (2010), lui est dédié. Alain Johannes est également membre de Them Crooked Vultures (le supergroupe de Dave Grohl, Josh Homme et John Paul Jones).

## Collaborations
Durant les années 1990, Eleven accompagne en tournée des formations célèbres du rock indépendant telles que Pearl Jam, Soundgarden, Queens of the Stone Age et Candlebox. Johannes et Shneider sont également devenus une équipe de production reconnue et convoitée,, travaillant sur des œuvres comme l'album solo de Chris Cornell, Euphoria Morning. Ils ont entre autres collaboré sur des albums de Silverchair, The Afghan Whigs, Puscifer, Mark Lanegan, Jason Falkner, Sugarcult, Nosfell, No Doubt, The Gutter Twins, Wires on Fire ou encore les Arctic Monkeys. La plupart des enregistrements eurent lieu à 11Ad, leur home studio - leur dernier opus Howling Book était auto-produit, enregistré et mixé dans son intégralité à 11Ad.
Avec Chris Cornell, ils ont enregistré l'arrangement de Shneider sur Ave Maria de Franz Schubert, qui apparaît sur l'album A Very Special Christmas 3. Ils affirment qu'ils ont délibérément choisi une œuvre classique pour encourager les jeunes à s'intéresser à la musique classique.
Ils ont souvent travaillé avec Josh Homme et participé aux albums de groupes gravitant autour de lui : Queens of the Stone Age (notamment sur Songs for the Deaf), Eagles of Death Metal, Masters of Reality, Desert Sessions.

## Style musical et influences
Eleven cite pour influences majeures : Jimmy Page et Led Zeppelin, Queen, les Beatles, Jean Sebastien Bach, et Sergei Prokofiev.

## Discographie

### Albums studio
- 1991 : Awake In a Deam
- 1993 : Eleven
- 1995 : Thunk
- 2000 : Avantgardedog
- 2003 : Howling Book

### EP
- 1991 : Vowel Movement
- 2011 : This Little Finger (posthume)